# Sobór św. Włodzimierza w Petersburgu
Sobór św. Włodzimierza – prawosławny sobór parafialny w Petersburgu, na Wyspie Piotrogrodzkiej, w jurysdykcji eparchii petersburskiej.

## Historia
Sobór został wzniesiony w latach 1766–1772 według projektu włoskiego architekta Antonio Rinaldiego na miejscu kilku starszych cerkwi. W 1772 pożar zniszczył znajdujący się w sąsiedztwie nowej świątyni drewniany sobór Zaśnięcia Matki Bożej, co zmusiło budowniczych do zaadaptowania przedsionka nieukończonego jeszcze soboru św. Włodzimierza do celów kultowych (pozostała część wnętrza nie posiadała wyposażenia). Na tym etapie prace budowlane zostały przerwane i wznowiono je dopiero w 1783. Wówczas caryca Katarzyna II poleciła, by nieukończony obiekt, zamiast planowanego wezwania Zaśnięcia Matki Bożej otrzymał jako patrona św. Włodzimierza. Dokończenie wznoszenia soboru powierzono architektowi Iwanowi Starowowi i skupionej wokół niego grupie artystów. Wykonywaniem dekoracji wnętrza kierował M. Mielentjew. 1 października 1789 miało miejsce uroczyste poświęcenie obiektu. W świątyni znajdowały się dwa ołtarze – główny ku czci św. Włodzimierza oraz boczny Zaśnięcia Matki Bożej. Następnie do głównej bryły dostawiono jeszcze kaplicę św. Mikołaja, położoną z lewej strony ołtarza głównego.
W soborze co roku 22 września odbywała się uroczystość święta orderu św. Włodzimierza. W setną rocznicę powołania orderu sobór został odrestaurowany. W 1888 był miejscem głównych uroczystości z okazji 900. rocznicy chrztu Rusi. W 1915 zorganizowano w nim z kolei obchody 900. rocznicy śmierci Włodzimierza Wielkiego. 22 czerwca 1919 w soborze odbyło się pierwsze nabożeństwo z okazji nowo ustanowionego przez Sobór Lokalny Rosyjskiego Kościoła Prawosławnego święta Wszystkich Świętych Ziemi Ruskiej, odprawione przez metropolitę petersburskiego Beniamina i biskupa narwskiego Gennadiusza.
W kwietniu 1922 parafianie soboru sprzeciwili się konfiskacie jego cennego wyposażenia. W rezultacie proboszcz parafii św. Włodzimierza ks. Michaił Sojuzow został postawiony w stan oskarżenia w procesie pokazowym, w którym oskarżonymi byli również metropolita Beniamin i biskup pomocniczy eparchii petersburskiej Benedykt. Sobór przejęli zwolennicy ruchu odnowicielskiego (Żywej Cerkwi) na czele z ks. Władimirem Krasnickim, dawniej służącym w świątyni. Niewielkie poparcie dla Żywej Cerkwi sprawiło jednak, że sobór nie był remontowany i został na kilka miesięcy zamknięty. W 1927, po ogłoszeniu przez zastępcę locum tenens Patriarchatu Moskiewskiego metropolitę Sergiusza deklaracji lojalności wobec władz radzieckich, władze stalinowskie odebrały obiekt Żywej Cerkwi i oddały go Rosyjskiemu Kościołowi Prawosławnemu. Sobór został odremontowany i ponownie poświęcony. W 1933 z jego dzwonnicy zdjęto wszystkie dzwony i oddano je do przetopienia. W 1934 była to jedna z ostatnich czynnych świątyń w Leningradzie. Na dzwonnicy obiektu rezydował metropolita leningradzki Aleksy, którego rezydencję skonfiskowały władze radzieckie. Od 1940 w cerkwi przechowywano kopię Kazańskiej Ikony Matki Bożej, wcześniej znajdującą się w soborze Kazańskiej Ikony Matki Bożej, traktowaną jako najcenniejszy wizerunek znajdujący się w mieście.
W czasie blokady Leningradu metropolita Aleksy regularnie odprawiał w soborze nabożeństwa, by podnosić w ten sposób morale mieszkańców miasta. Duchowieństwo soboru prowadziło również zbiórkę datków na cele wojskowe, przekazując do końca wojny 3,5 mln rubli. Z tego powodu metropolita Aleksy oraz kapłani Pawieł Tarasow, Filofiej Polakow i archimandryta Włodzimierz (Kobiec) otrzymali w 1945 medale „Za obronę Leningradu”.
W 1946 na dzwonnicy soboru ponownie pojawiły się dzwony.
Sobór jest jedyną świątynią Leningradu, która przez praktycznie cały czas istnienia (poza kilkoma miesiącami na przełomie lat 1926/1927) pozostawała czynna.